# GAM-87 Skybolt
El Douglas GAM-87 Skybolt ("Rayo celeste", AGM-48 bajo el sistema Tri-service de 1962 ) fue un misil balístico hipersónico lanzado desde el aire (ALBM) desarrollado por los Estados Unidos a finales de la década de 1950. El concepto básico era permitir que los bombarderos estratégicos estadounidenses lanzaran sus armas desde muy fuera del alcance de las defensas soviéticas, hasta a 1.600 kilómetros (1.000 millas) de sus objetivos. Para hacer esto en forma lanzada desde el aire, se necesitaba una ojiva termonuclear liviana. Inicialmente se seleccionó el W47 del misil Polaris, pero luego fue reemplazado por el W59 del misil Minuteman.
El Reino Unido se unió al programa Skybolt en 1960, con la intención de utilizarlo en su fuerza de bombarderos V. Cuando el diseño añadió un rastreador de estrellas además de su sistema de navegación inercial (INS), esto significó que solo podía transportarse externamente, donde el rastreador pudiera ver el cielo. Este requisito, junto con la distancia al suelo requerida en el despegue, lo limitó al bombardero Avro Vulcan. Una serie de decisiones de diseño en el W47 llevaron a la RAF a cuestionar su seguridad, por lo que tenían la intención de utilizar sus propias ojivas Red Snow. Se trataba de una ojiva más pesada y reduciría el alcance a unas 600 millas (970 km), lo que significaba que los bombarderos tendrían que cruzar la costa soviética para atacar Moscú.
Las pruebas comenzaron en 1962 y al principio estuvieron marcadas por una serie de fallos. Estos fracasos, junto con la falta de misión después del desarrollo exitoso de misiles balísticos lanzados desde submarinos (SLBM), llevaron a su cancelación en diciembre de 1962. El Reino Unido había decidido basar toda su fuerza disuasoria de los años 1960 en Skybolt, y su cancelación provocó un importante desacuerdo entre el Reino Unido y Estados Unidos, conocido hoy como la "crisis Skybolt". Esto se resolvió mediante una serie de reuniones que llevaron a que la Marina Real Británica obtuviera el misil UGM-27 Polaris y la construcción de submarinos de la clase Resolution para lanzarlos.
El presidente Kennedy canceló oficialmente el programa el 22 de diciembre de 1962. Un B-52G lanzó el último misil XGAM-87A en el campo de misiles del Atlántico un día después de que se cancelara el programa. En junio de 1963, el XGAM-87A fue redesignado como XAGM-48A.